# Černý Důl
Černý Důl település Csehországban, Trutnovi járásban. Černý Důl Lánov, Dolní Lánov, Dolní Dvůr, Strážné, Pec pod Sněžkou, Janské Lázně, Rudník és Prosečné településekkel határos. Lakosainak száma 703 fő (2024. január 1.).

## Népesség
A település lakosságának változását az alábbi diagram mutatja:
| Lakosok száma | 2506 | 2274 | 1931 | 1706 | 929  | 759  | 689  | 679  | 683  | 703  |
|               | 1869 | 1890 | 1921 | 1950 | 1980 | 2001 | 2017 | 2019 | 2022 | 2024 |